# Torneo di Wimbledon 1884
Il Torneo di Wimbledon 1884 è stata l'8ª edizione del Torneo di Wimbledon e prima prova stagionale dello Slam per il 1884. Si è giocato sui campi in erba dell'All England Lawn Tennis and Croquet Club di Wimbledon a Londra in Gran Bretagna. Il torneo ha visto vincitore nel singolare maschile il britannico William Renshaw che ha sconfitto in finale in 3 set il connazionale Herbert Lawford con il punteggio di 6–0, 6–4, 9–7. Nel singolare femminile si è imposta la britannica Maud Watson, che ha battuto in finale in 3 set (6-8 6–3 6–3) la sorella Lillian Watson. Nel doppio maschile hanno trionfato William Renshaw e Ernest Renshaw.

## Sommario
Nell'edizione del 1884 fu per la prima volta ammessa la partecipazione delle donne al torneo di Wimbledon. Il primo tabellone di singolare femminile era composto da 13 giocatrici. La finale è stata vinta dalla diciannovenne Maud Watson che batté la sorella Lilian. Maud vinse un cesto di fiori d'argento del valore di 20 ghinee, Lilian uno specchio d'argento e una spazzola per capelli.

## Risultati

### Singolare maschile
William Renshaw ha battuto in finale  Herbert Lawford con il punteggio di 6–0, 6–4, 9–7

### Singolare femminile
Maud Watson ha battuto in finale  Lillian Watson con il punteggio di 6–8, 6–3, 6–3

### Doppio maschile
William Renshaw /  Ernest Renshaw hanno battuto in finale  Ernest Lewis /  Edward Williams con il punteggio di 6–3, 6–1, 1–6, 6–4